# Lăzarea
Lăzarea (węg. Gyergyószárhegy) – wieś w Rumunii, w okręgu Harghita, w gminie Lăzarea. W 2011 roku liczyła 3254 mieszkańców.